# Maison au 31, rue du Général-de-Gaulle à Rosheim
La maison au 31, rue du Général-de-Gaulle est un monument historique situé à Rosheim, dans le département français du Bas-Rhin.

## Localisation
Ce bâtiment est situé au 31, rue du Général-de-Gaulle à Rosheim.

## Historique
L'édifice fait l'objet d'une inscription au titre des monuments historiques depuis 1930.